# Ines Brodbeck

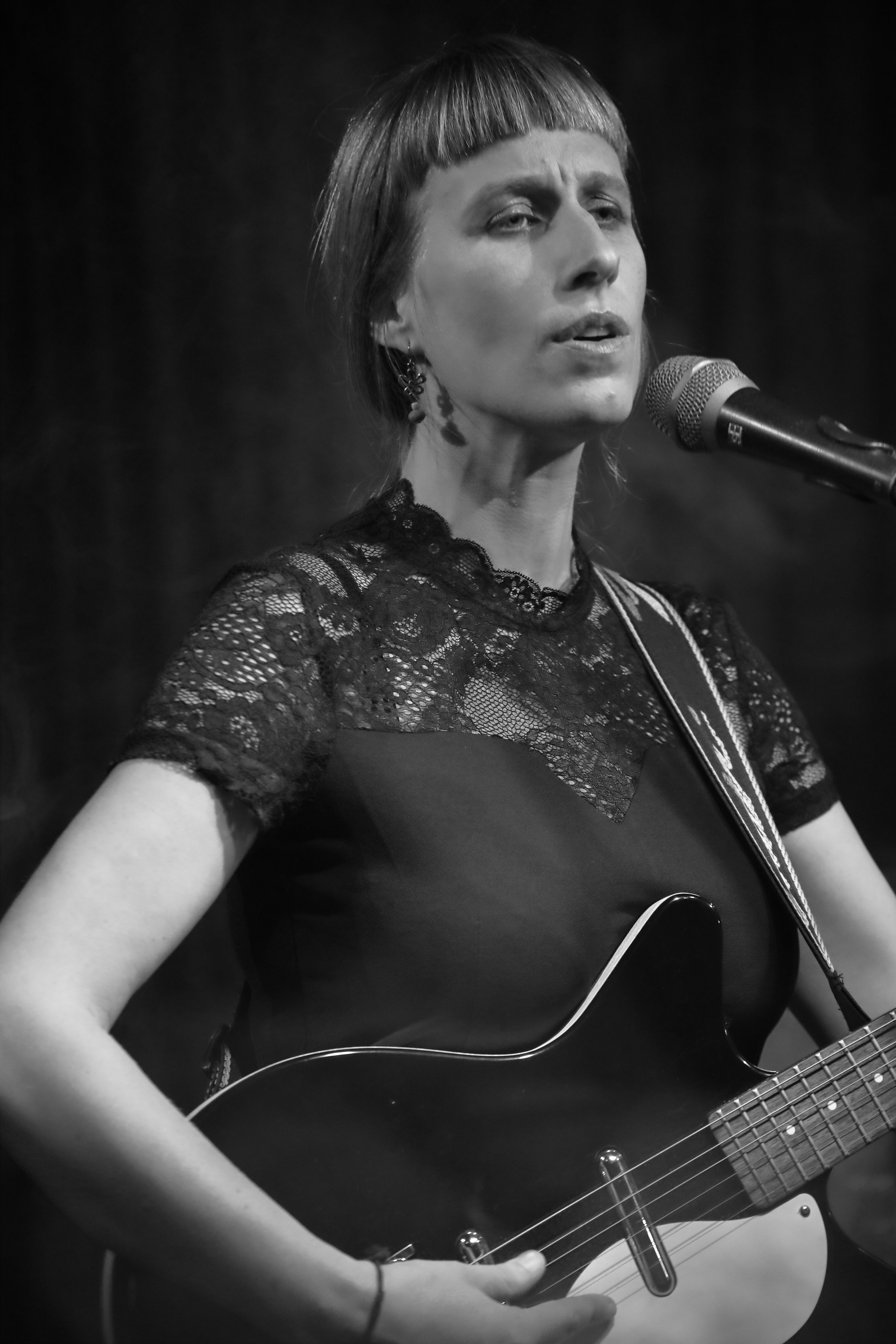
INEZ im Club W71, 2019

Ines Brodbeck (* 1981 in Arlesheim) ist eine Schweizer Singer-Songwriterin und Perkussionistin mit kubanischen Wurzeln, die „Einflüsse aus Jazz, Pop, Folk und südamerikanischen Traditionen zu filigranen, stimmungsvollen Songs“ verschmilzt.

## Leben
Ines Brodbeck wuchs in einer Musikerfamilie auf; sie begann bereits mit sieben Jahren Violine zu spielen und hatte klassischen Klavierunterricht. Später entdeckte sie die Gitarre. 2010 schloss sie an der Musikhochschule Basel, Abteilung Jazz, ihr Studium mit einem Master in Latin-Percussion ab. Sie studierte u. a. bei Julio Barreto, Willy Kotoun, Andi Pupato, Malcolm Braff und bei Abraham Mansfaroll in Havanna, Kuba.
Brodbeck ist als Musikerin in diversen Projekten tätig. Sie leitete ihre eigene Band INEZ, mit der sie drei Alben veröffentlichte, aus der die Gruppe Inezona hervorging. Weiterhin war sie Mitglied von Jaro Milko and the Cubalkanics.

## Diskographische Hinweise
- Fiction Folk (Foxtones Music 2012, mit Michael Garrod, Mirco Häberli, Michael Chylewski, Eric Gut sowie Lukas Briggen)
- Nduduzo Makhathini Umgidi Trio & One Voice Vocal Ensemble: Inner Dimensions (2016, mit Fabien Iannone, Dominic Egli, sowie Lisette Spinnler, Julie Fahrer, Githe Christensen, Christa Unternährer, Anna Widauer, Maximilian Bischofberger, Yero Richard Nyberg)
- For My Friends (2016, mit Julie Fahrer, Christa Unternährer, Sebastian Hirsig, Matthias Siegrist, Jaro Milko, Fabian Gisler, Eric Gut).
- Now (Czar of Crickets 2019, mit Gabriel Sullivan und Winston Watson von Xixa, Ryan Alfred, Connor Gallaher, Craig Schumacher)
- A Self-Portrait (Czar of Crickets 2022, Solo)